# Rajon Rondo
Rajon Pierre Rondo, född 22 februari 1986 i Louisville i Kentucky, är en amerikansk professionell basketspelare. Han spelar för Los Angeles Lakers som point guard. Han tillbringade åtta säsonger med Boston Celtics, där han blev NBA-mästare 2008 och gick i skola vid University of Kentucky och spelade för Kentucky Wildcats.